# クリニーク ラボラトリーズ
クリニーク ラボラトリーズ（Clinique Laboratories）は、アメリカ合衆国ニューヨークに本拠を置く、エスティローダー カンパニーズ傘下の化粧品ブランドである。

## 歴史
1967年、雑誌「VOGUE」（アメリカ版）で、「美しい肌は作り出すことができるのか?（Can Great Skin Be Created?）」という記事が掲載された。これは「VOGUE」の編集者、キャロル・フィリップスと、アメリカで著名な皮膚科専門医、ノーマン・オラントラック博士が、日々のスキンケアの重要性について説いたものである。当時は、肌の美しさは遺伝的要因が握っているという考え方が一般的だったが、オラントラック博士は「美しい肌は自分の意志でつくり出せる」と断言。博士のコメントと一緒にエクスフォリエーション（角質ケア）なども紹介され、大きな話題となる。
この記事を読んだエスティ・ローダーの息子の嫁、エヴリン・ローダーが、エスティに新たなブランドを設立することを持ち掛ける。そして1968年8月、フィリップスを社長、オラントラック博士を顧問皮膚科医に迎え、2人の協力のもと、新しいコンセプトの化粧品ブランド「クリニーク」が誕生する。同じ1968年8月には、世界初の低刺激性で、皮膚科医の指導のもと研究、開発された製品を、百貨店サックス フィフス アベニューで発売した。

## 日本における歴史
1978年に日本に上陸、そして日本の化粧品市場に、アメリカ流のブランドビジネスを持ち込んだ。百貨店の売り場のロケーション、カウンターデザイン、広告プロモーション、カウンセリング方法、販売員の制服までについて、クリニーク独自の条件を提示し、製品を販売するというものであった。店頭で「クリニーク コンピューター」と呼ばれるツール（皮膚科で行う問診表を参考にした質問内容）で肌診断を行い、顧客の肌に適したサンプルを無料で配布するというものであった。2009年12月、クリニーク 公式 オンラインショップがオープンした。また、モバイルでの公式オンラインショップも同時に展開をしている。